# 慶熙大學

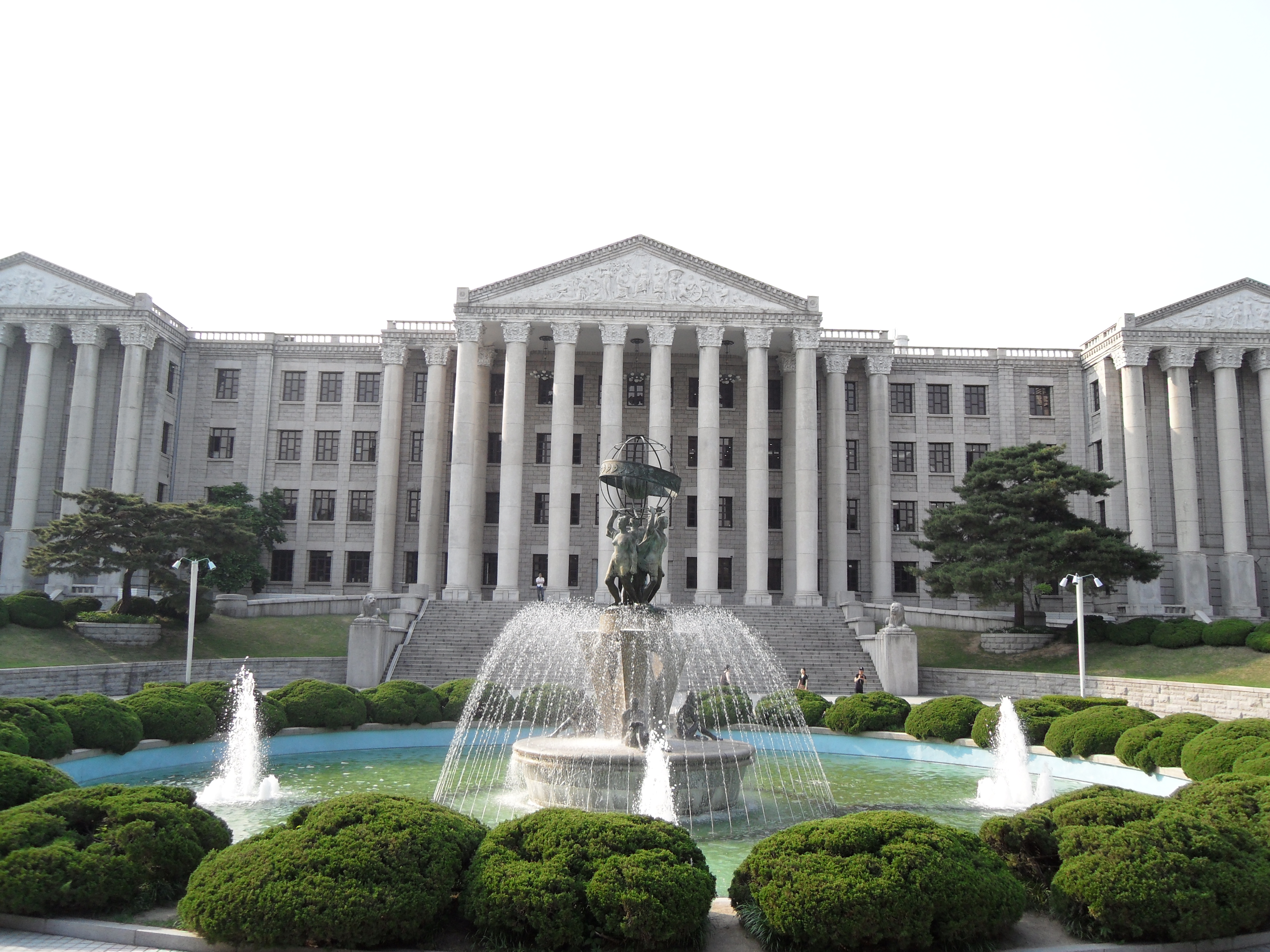
慶熙大學行政樓

慶熙大學（韩语：／），創立於1949年，是韓國知名的私立高等学府，現有兩個校區一個大學院，分别位於首爾特別市東大門區、京畿道龍仁市、京畿道南楊州市，是一所綜合型私立大學。慶熙大學有二十多個系科，并設有慶熙網路大學，具備從幼稚園到研究生院的綜合教育體系，是韓國三大私立名校之一。
慶熙大學擁有首爾校區，國際校區（原水原校區）和光陵校區的16所研究生院，26所大學，99個院系。慶熙大學同時具備醫學、牙科、韓醫、藥學、護理學等5個醫學領域的綜合醫療體系大學校，其中在經營學、經濟學、醫學、新聞訊息學方面的尤为突出。跆拳道作为传统专业，已达到世界一流水準。慶熙大學與世界56個國家298所大學具姊妹交流關係，互相承認學分並行語言交換和國際交流等活動:p. 458。慶熙大學在2006年度在大學綜合評價中被授予最佳大學殊榮，1996年至目前，在學科綜合評價中獲韓國全國首位，2000年在大學國際化系門中評為全國第一名。
2023QS世界大學排名中排名第270位。

## 歷史

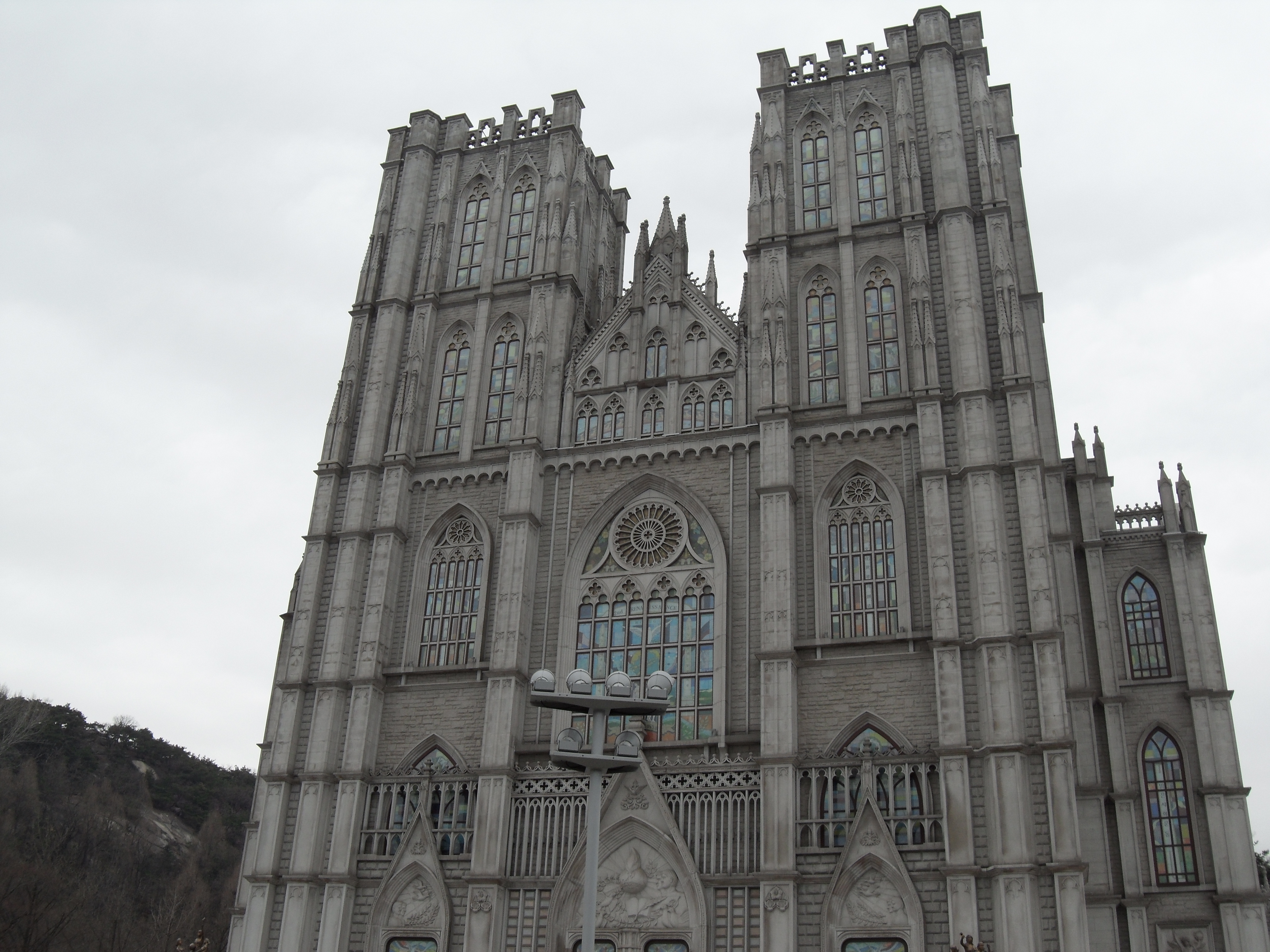
慶熙大學大禮堂

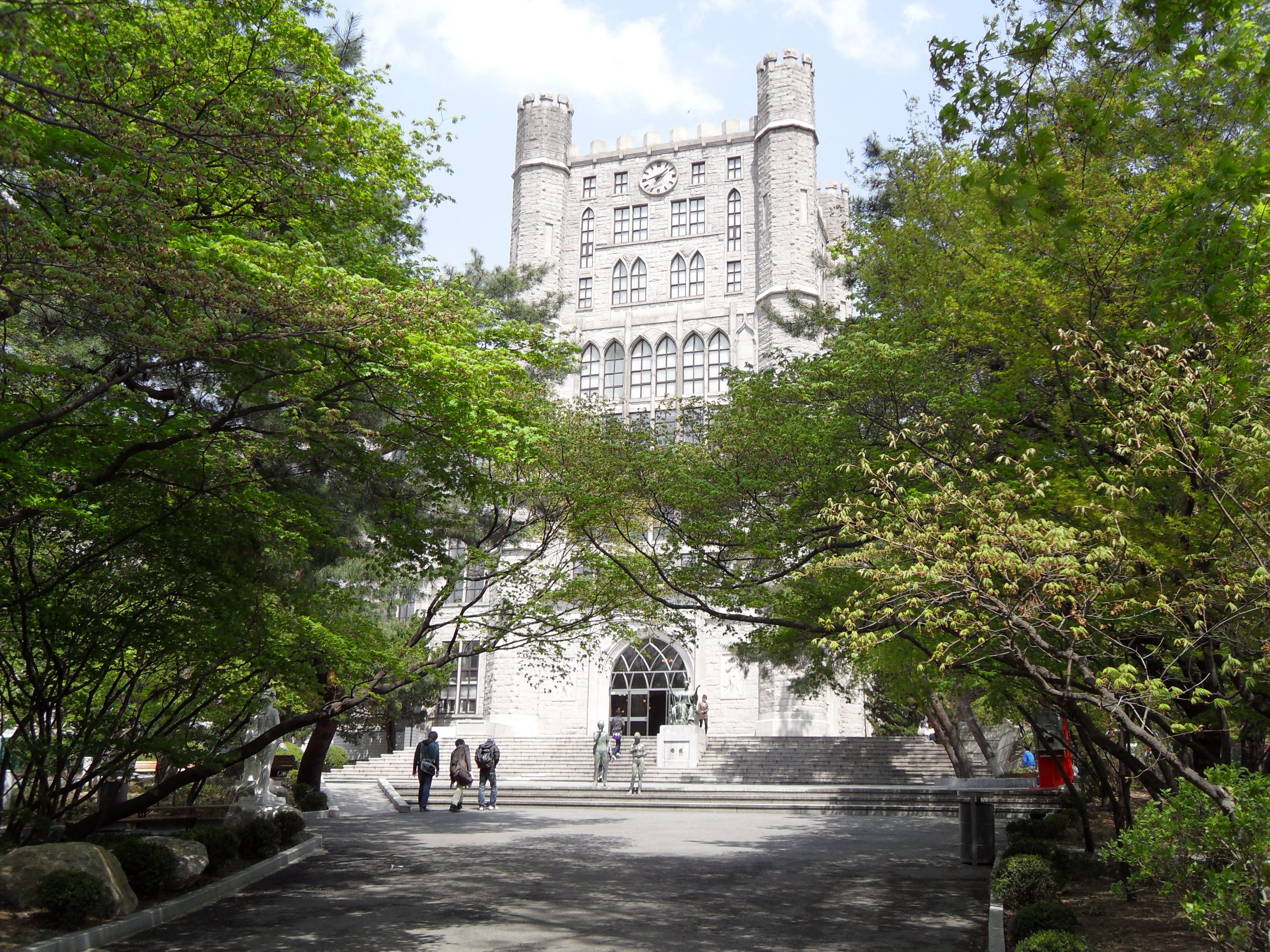
庆熙大学圖書館

- 庆熙大学的前身是1911年创立的新兴武馆学校。
- 庆熙大学创立于1949年5月12日，
- 1952年12月9日四年制大学正式设立，
- 1954年3月31日大学院设立。
- 1960年3月1日由新兴大学变更为庆熙大学。
- 1965年4月27日东洋医科大学合并。
- 1979年设立水原校区，
- 1999年完工和平殿堂，
- 2007年从水原校区改为国际校区。
- 此外，2000年庆熙網路大学依托于韩国庆熙大学而成立。庆熙網路大学是韩国第一所網路大学。

## 专业种类

### 人文/社会系列
国语国文专业 ，英语英文专业，法语法文专业，汉语汉文专业，日语日文专，西班牙语专业，史学专业，哲学专业，社会学专业，行政专业，政治专业，新闻广播专业，经济专业，经营专业，国际经营专业，贸易（国际经济）专业，贸易（国际经营）专业，会计专业，观光专业，韩语教育学专业

### 自然科学系列
数学专业，生物学专业，地理学专业，物理学专业，化学专业，儿童住居学专业，食品营养学专业，服装学专业，遗传工程学专业，生命工程学院，韩药材料加工学专业，生态系统工学专业，食品加工学专业，造景学专业，园艺学专业，居住 环境学专业，宇宙科学专业，药学专业，临床药学专业，护士专业，韩药学专业

### 法學系列
法学专业  

### 工学系列
机械工学专业，化学工学专业，纤维工学专业，电子工学专业，土木工学专业，建筑工学专业，原子力工学专业，电子计算机专业，产业工学专业，电波工学专业，韩医系统工学专业

### 医学系列
医学专业，牙科专业，韩医学专业

### 体育/艺术系列
美术专业，体育专业，跆拳道专业，音乐专业，舞蹈专业，陶艺专业，产业设计专业

### 学科间协同
韩国科学技术研究院，食品医药品安全厅，韩国韩医学研究院，韩国生产技术研究院，韩国原子力研究所，韩国人参烟草研究所，国立环境研究所

## 專業课程
本科生學制四年，醫學專業六年，研究生學制三年。每年分為春季學期和秋季學期，春季學期是每學年第一學期，始于3月第一週，于6月第2週結束；秋季學期為每學年第二學期，始于9月第一週，于12月最後一週結束。每年5月第3週為Magnolia Festival，每年5月18日為校慶紀念日。

## 水原校区
庆熙大学国际校区成立于1979年，理工类，国际学院，外国语学院，艺术学院以及体育学院均设于此，英语授课的研究生和博士生项目（GSP）也设于此。

## 歷任校長
- 趙永植（조영식）（1921.11.22 ~ 2012.2.18)1955~1961任
- 高秉國（고병국）
- 趙永植（조영식）
- 安致烈（안치열）(1922.2.27~2000.10.1)1980~1982任
- 沈泰植（심태식）(1923.4.27 ~ )1982-1985任
- 朴良元（박양원）(1921.2.10 ~ 2007.12.6)1985-1988任
- 趙永植（조영식）1988-1993任
- 孔英一（공영일）（1931.9.13 ~ )1993-1996任
- 趙正源（조정원）(1947.12.10 ~ )1996-2003任
- 金昞默（김병묵）(1943.5.19 ~ )2003-2006任
- 趙仁源（조인원）(1954.10.31 ~ )2006任-2019任
- 韓均泰（한균태）(1955.?.?? ~ )2020~

## 姊妹大學
| 中华人民共和国 - 中國社會科學院 - 中國科學院物理研究所研究生院 - 清華大學 - 北京大學 - 復旦大學 - 中央民族大學 - 武漢大學 - 南開大學 - 上海交通大學 |

| 澳門 - 澳門大學 |

| 香港 - 香港理工大學 - 香港城市大學 |

| 中華民國 - 臺灣師範大學 - 國立中正大學 - 淡江大學 |

| 日本 - 关西学院大學 |

## 知名校友
- 金大中（工業管理學碩士、經濟學碩士），大韓民國第15任總統
- 文在寅（法律系學士畢業），大韓民國第19任總統
- 丁世均（經營學系博士），韩国第46任国务总理
- 尹啟相（後現代音樂學系肄業)，歌手、演員、組合g.o.d成員
- 孔劉（戲劇電影學系學士、表演藝術學系碩士畢業），演員
- Rain（後現代音樂學系學士畢業），歌手、演員
- 金泰宇（後現代音樂學系學士畢業），歌手、組合g.o.d成員
- G-Dragon（後現代音樂學系肄業），歌手、偶像團體BIGBANG成員
- 圭賢（後現代音樂學系學士、碩士畢業），歌手、偶像團體Super Junior成員
- 金泰梨（傳媒信息學系學士畢業），演員
- 仁誠（傳媒信息學系學士畢業），歌手、偶像團體SF9成員
- 金閔俊（文化內容學碩士畢業），歌手、偶像團體2PM成員
- 南奎里（戲劇電影學系學士畢業），演員、偶像團體SeeYa成員
- 趙怡賢（戲劇電影學系18级休學），演員
- 陳宇鎮（韓國語系肄業），媒體人、YouTuber
- 崔政勳（工商管理學院），樂團Jannabi主唱
- Suho（網路學院文化藝術經營學系學士畢業），歌手、偶像團體EXO隊長
- 伯賢（網路學院文化藝術經營學系學士畢業），歌手、偶像團體EXO成員
- 燦烈（網路學院文化藝術經營學系學士畢業），歌手、偶像團體EXO成員
- 都敬秀（網路學院文化藝術經營學系學士畢業），歌手、偶像團體EXO成員
- 李洪基（網路學院文化藝術經營學系學士畢業），演員、歌手
- 韓佳人（觀光經營學學士畢業），演員
- 尹恩惠（網路學院旅遊管理學學士畢業），演員
- 白智榮（網路學院數位媒體工程系學士畢業），歌手
- 李孝利（言論情報學院文化內容學碩士畢業），歌手